# Bianka Buša
Bianka Buša (Vrbas, 25 de julho de 1994) é uma jogadora de voleibol sérvia que atua como ponteira.
Com a seleção da Sérvia, conquistou a medalha de bronze no Campeonato Europeu de 2015, ao derrotar a Turquia por 3 sets a 0. Em 2016, obteve a medalha de prata nos Jogos Olímpicos do Rio após perder para a China na final por 3–1.
Em 2018 conquistou pela seleção nacional o inédito título do Campeonato Mundial sediado no Japão.